# アン・ロネル
アン・ロネル (Ann Ronell) として知られた、アン・ローゼンブラット（Ann Rosenblatt、1905年12月25日 - 1993年12月25日）は、アメリカ合衆国の作曲家、作詞家で、代表作はジャズのスタンダード曲「柳よ泣いておくれ (Willow Weep for Me)」（1932年）。

## 生涯
ロネルは、ネブラスカ州オマハに生まれ、ウォルター・ピストンの下で音楽を学んだ。また、ラドクリフ・カレッジ (Radcliffe College) を卒業した。
ロネルは、ドロシー・フィールズ、ダナ・スウィース、ケイ・スウィフトとともに、女性の作曲家、リブレット作家としては、最初期にハリウッドやティン・パン・アレーで成功を収めたひとりとなった。ロネルは、カートゥーン映画『三匹の子ぶた (Three Little Pigs )』のために、ディズニー最初のヒット曲「狼なんか怖くない (Who's Afraid of the Big Bad Wolf?)」をフランク・チャーチルとともに書いた。
ロネルは、ブロードウェイ・ミュージカル『Count Me In』（1942年）の歌詞と音楽を手がけた。彼女が楽曲に歌詞を提供した映画作品には、『シャンパン・ワルツ (Champagne Waltz)』や『封鎖線 (Blockade)』などがあり、映画音楽のスコアを担当した映画には『G・I・ジョウ (The Story of G. I. Joe)』（1945年）や、クルト・ヴァイル/オグデン・ナッシュ (Ogden Nash) のミュージカルを映画化した『ヴィナスの接吻 (One Touch of Venus)』（1948年）、マルクス兄弟の『ラヴ・ハッピー (Love Happy)』などがある。『ブロードウェイへの道 (Main Street to Broadway)』（1953年）では音楽監督を務めた。第18回アカデミー賞では、『G・I・ジョウ』の楽曲「リンダ (Linda)」でアカデミー歌曲賞にノミネートされ、また、この映画のスコアに対して、ルイ・アームストロングとともにアカデミー作曲賞にもノミネートされた。.
ロネルは、一時期ジョージ・ガーシュウィンと恋愛関係にあり、当時彼女が作詞した有名な曲が、「柳よ泣いておくれ (Willow Weep for Me)」であり、ニューヨークの作曲家たちの間では、この曲を実際に書いたのはガーシュウィンで、その著作権を彼女への贈り物としたのではないかという憶測も流れた。しかし、この説は実証されていないが、この曲が、ブルースの影響を受けていたガーシュウィンのスタイルと非常に良く似ていることは確かである。

## 家族
ロネルはプロデューサーのレスター・コーワン (Lester Cowan) と結婚した。夫妻の間には子どもはできなかった。

## おもな楽曲
- Baby's Birthday Party - 1930年
- Rain On The Roof - 1932年
- 柳よ泣いておくれ (Willow Weep for Me) - 1932年
- 狼なんか怖くない (Who's Afraid of the Big Bad Wolf?)

## ブロードウェイ作品
- Count Me In (1942) - レビュー - 作曲/作詞
- The Crucible (1953) - 演劇 - 「Lullaby」の作曲
- Blues in the Night (1982) - レヴュー 「柳よ泣いておくれ」ソングライティング